# Terukuni Maru (schip, 1930)
De Terukuni Maru (Japans: 照國丸) was een Japans passagiersschip van de rederij Nippon Yusen Kaisha Line. Zij liep in de Theems op een zeemijn en zonk.

## Geschiedenis
Ok de Terukuni Maru (11.930 brt) behoorde tot het bouwprogramma, dat Nippon Yusen Kaisha rond 1930 liet uitvoeren. Na op 31 mei 1930 te zijn opgeleverd, werd ze ingelegd op de dienst tussen Yokohama en Hamburg. Uitgerust met een Sulzermotor van 10.000 paardenkracht behaalde ze een dienstsnelheid van 16 knopen.
Het schip had de traditionele zwarte romp, witte bovenbouw en vier rijen grote reddingsloepen, aan stuur- en bakboordzijde. Het had twee grote masten en vier kleinere masten met laadbomen.
Op 21 november 1939 liep ze in de monding van de Theems in Engeland op een zeemijn. De zeemijnexplosie was zo hevig, dat het schip in 45 minuten zonk. Alle opvarenden konden zich redden in de reddingsboten.
Japan was met dit verlies van het schip zeer ontsteld en de economische betrekkingen met Groot-Brittannië bekoelden zeer, met het gevolg dat Japan, twee jaar later, eveneens in oorlog kwam met de Britten in zijn kolonies in het Verre Oosten.